# Tây Bắc Bộ
Tây Bắc Bộ (vietnamesisch für Nordwesten) ist eine Region in Vietnam, die eine gemeinsame Grenze mit Laos und China teilt. Die Region ist ein geografischer Teil des nördlichen Vietnam (Bắc Bộ), zu dem außerdem die Region Nordosten (Đông Bắc Bộ) und das Delta des Roten Flusses (Đồng Bằng Sông Hồng) zählen.

## Provinzen
| Provinzen/Gemeinden | Hauptstadt    | Bevölkerung (Census vom 1. April 2009) | Fläche (km²) |
| ------------------- | ------------- | -------------------------------------- | ------------ |
| Điện Biên           | Dien Bien Phu | 459.100                                | 9.562,5 km²  |
| Hòa Bình            | Hòa Bình      | 820.400                                | 4.684,2 km²  |
| Lai Châu            | Lai Châu      | 319.900                                | 9.112,3 km²  |
| Sơn La              | Sơn La        | 1.007.500                              | 14.174,4 km² |
| Lào Cai             | Lào Cai       | 613.075                                | 6.357 km²    |
| Yên Bái             | Yên Bái       | 740.905                                | 6.882,9 km²  |

## Geschichte
Ein großer Teil dieser Region war ehemals Teil der Föderation Sip Song Chu Thai (Mười hai xứ Thái), die im Jahr 1954 aufgelöst wurde. Im Jahr 1961 wurde dieser Teil in Khu Tự trị Tây Bắc („Autonome Region Nordwest“) umbenannt. Die Autonomie wurde nach der Einheit Vietnams im Jahr 1975 aufgehoben.

## Bilder

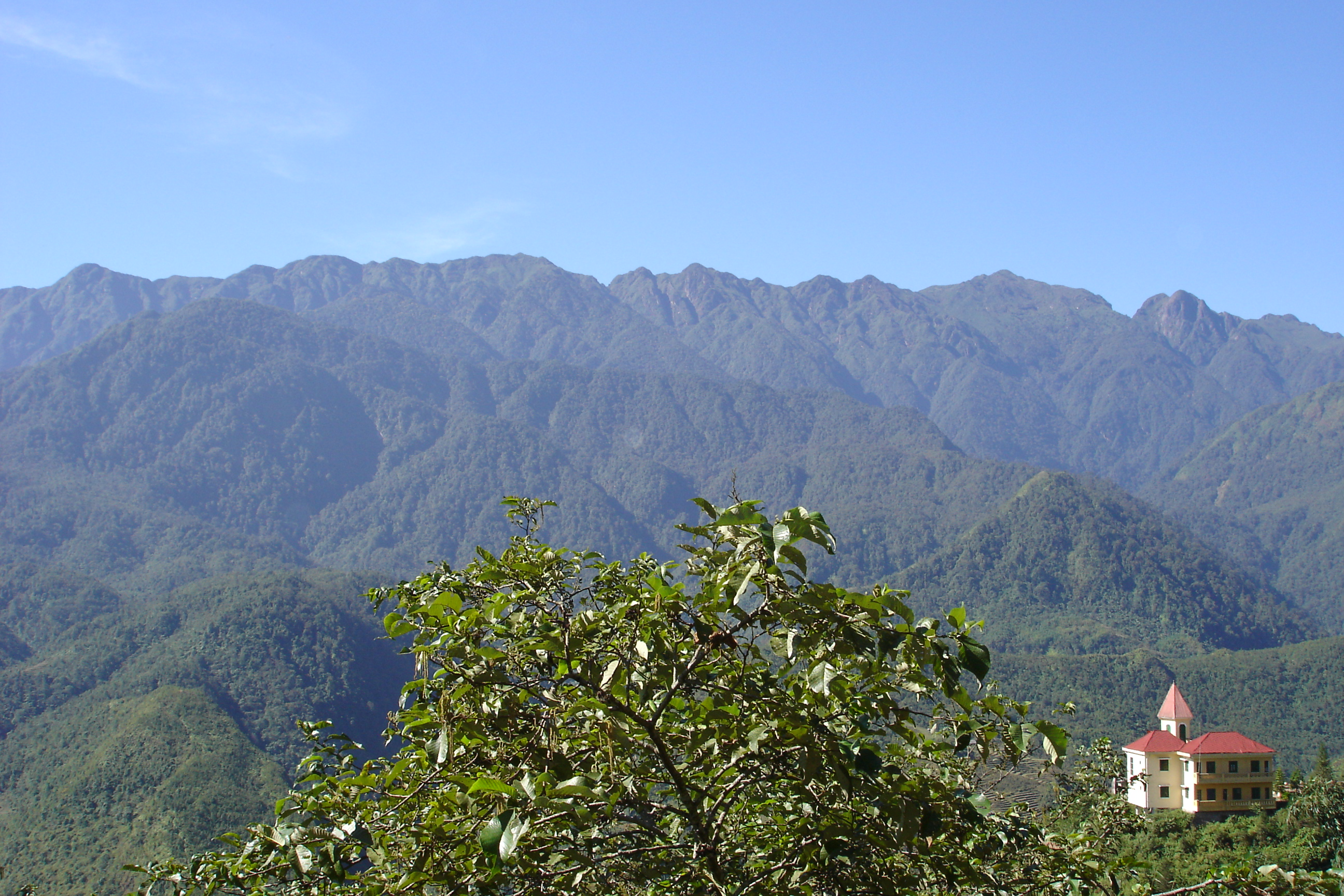
Gebirge Hoàng Liên Sơn
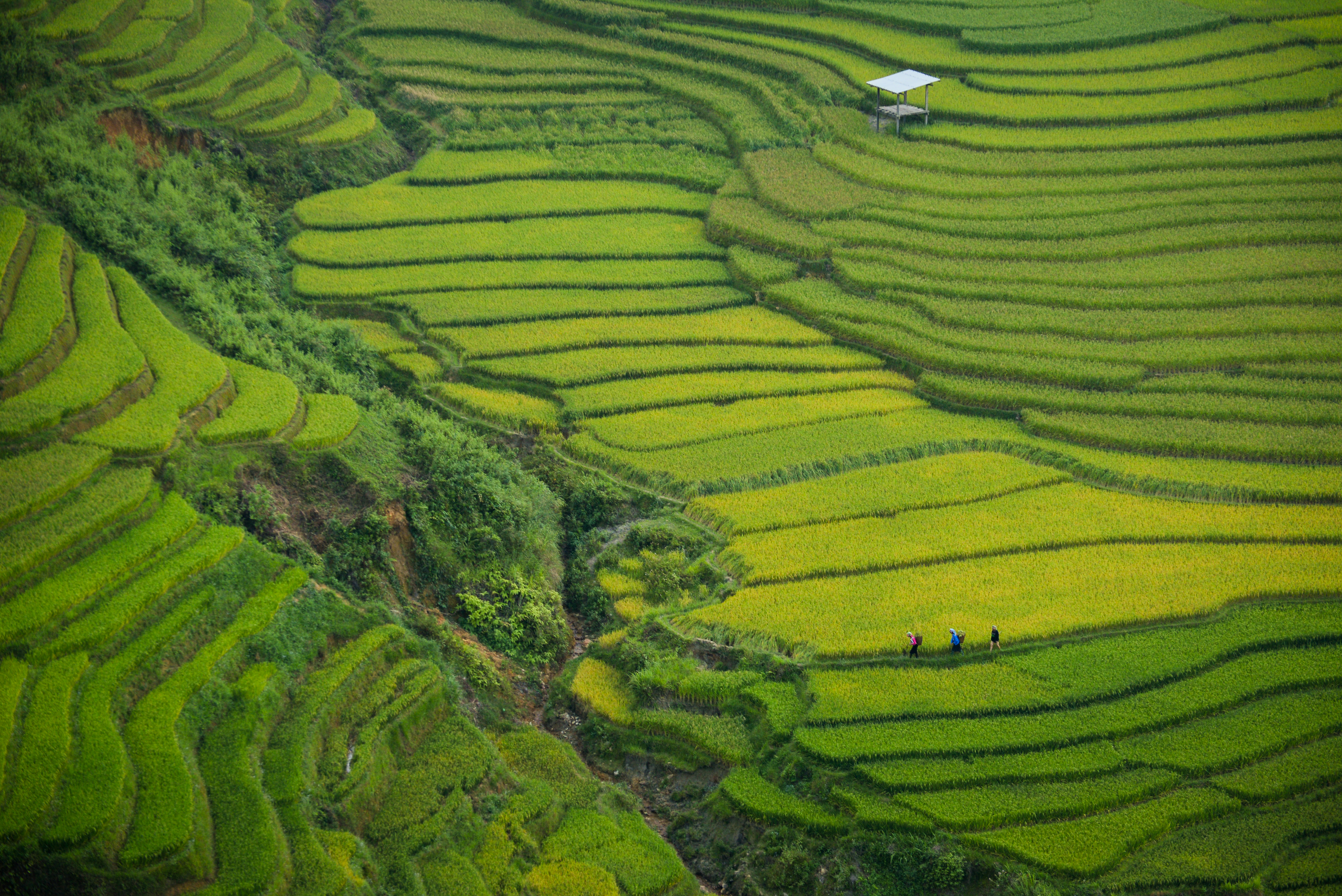
Gebirgspass Khau Phạ mit Terrassenfeld im Distrikt Mù Cang Chải